# Stadsparken, Södertälje

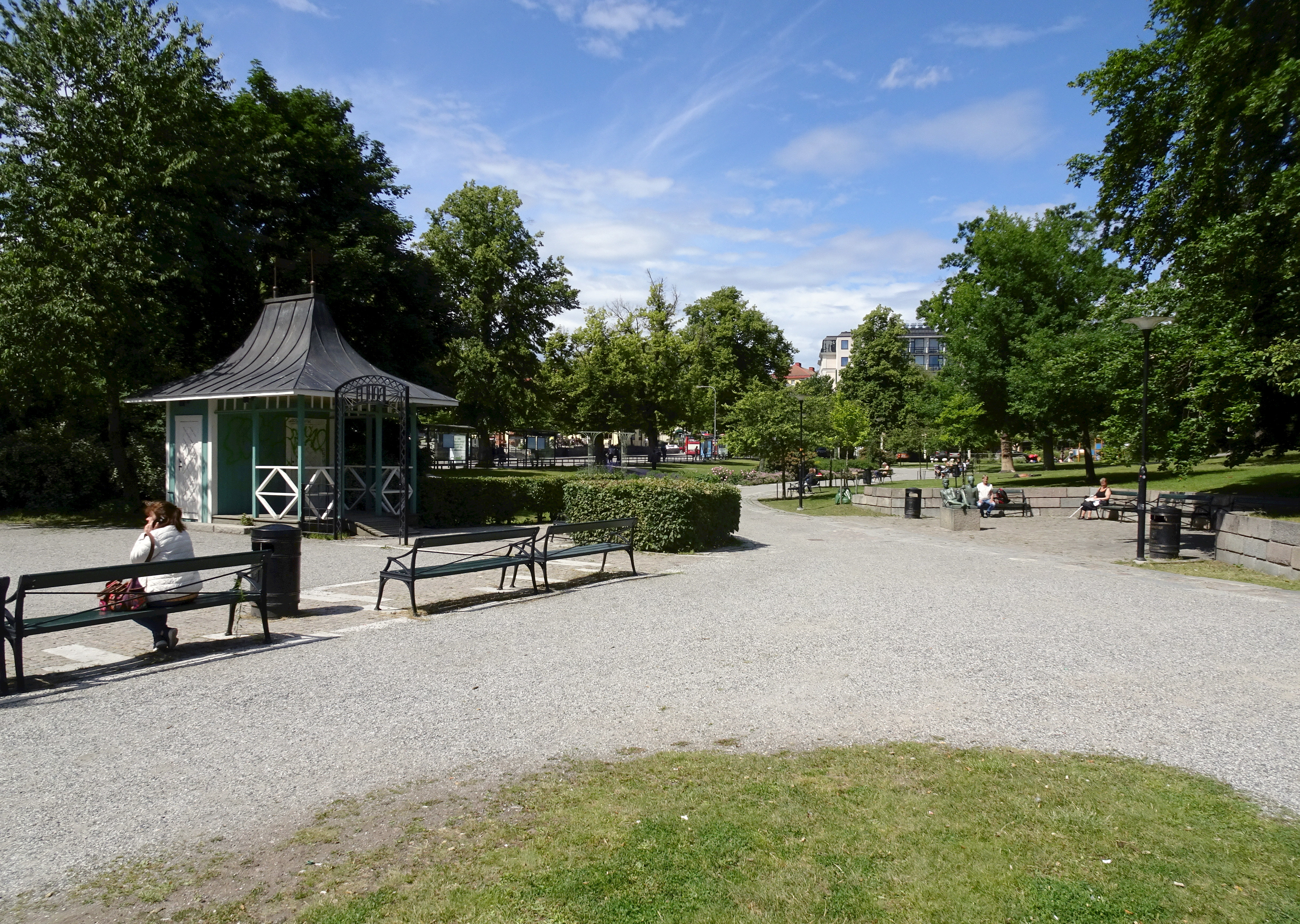
Stadsparken, vy mot norr med f.d. Stadshotellet i bakgrunden, 2017.

Södertäljes Stadspark ligger mellan Saltsjögatan och pendeltågsstationen Södertälje centrum i Södertälje. Nuvarande park började anläggas 1910 men, som framgår på en karta från 1892, har en park funnits på delar av området redan tidigare. 

## Bakgrund

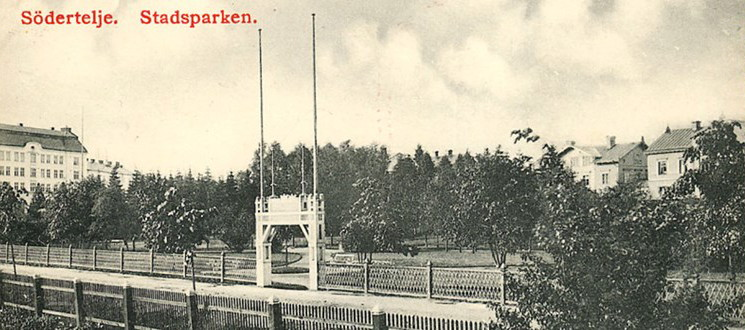
Stadsparken Södertälje, tidigt 1900-tal.

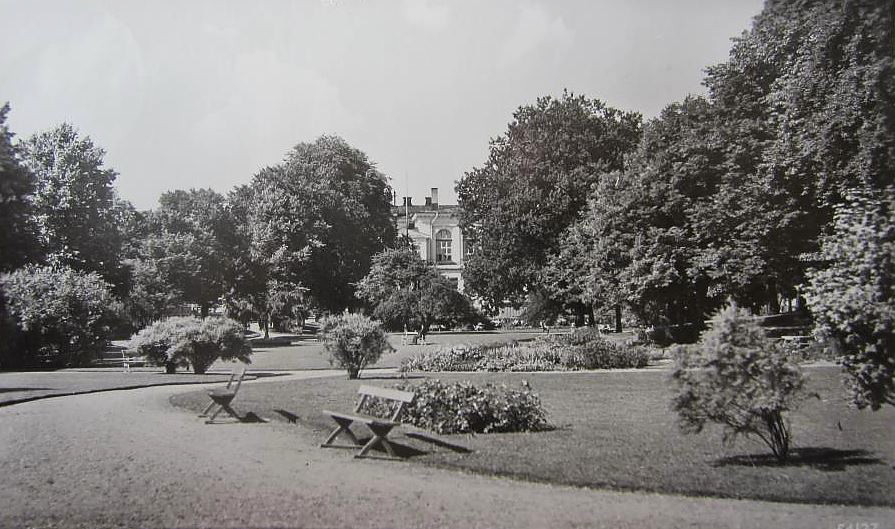
Stadsparken Södertälje, 1951.

Södertäljes centrum låg ursprungligen kring Stortorget. Under 1800-talets andra hälft försköts stadens tyngdpunkt längre söderut till området vid den nya järnvägsstationen (invigd 1860) och de nya badinrättningar med park, badhus och hotell. Idag existerar fortfarande några byggnader som Badhotellet, Södertälje stadshotell och Villa Bellevue och påminner om Södertäljes tid som exklusiv badort. Stadsparken skapades under denna badortsperiod som varade mellan 1849 och 1945. Även i andra städer anlades stadsparker kring sekelskiftet 1900.

## Beskrivning
Stadsparken var ursprungligen en del av den numera försvunna Badparken. Den började anläggas 1910 som en förlängning av Stadshotellets park och hade en viktig social funktion. Stadens invånare och badgästerna kunde promenera och mötas eller sitta på parkbänkarna och lyssna på musik, framförd av en orkester, och prata om de exotiska växterna. Promenader var populära och ansågs befrämja hälsan. Stadsparkens entré markerades av en portal med höga flaggstänger. Flera av parkens stora träd härstammar från tidig 1900-tal. Sedan dess har Stadsparken byggts om ett flertal gånger. 1957 restes skulpturen ”Ungdom” skapad av konstnären Rolf Kjellberg. 
I början av 1960-talet fick parken sitt nuvarande utseende genom stadsträdgårdsmästaren Jan Lindqvist. Han ritade scenen i södra delen med boulebanan och paviljongen, den slingrande gången genom parkens centrala delar och den muromgärdade sittplatsen där skulpturen ”Ungdom” placerades. I parkens norra del ligger en lekplats som fick sin nuvarande utformning årsskiftet 2013/2014. Promenadparken på friluftsmuseet Torekällberget är inspirerad av Södertäljes Stadspark.

## Bilder

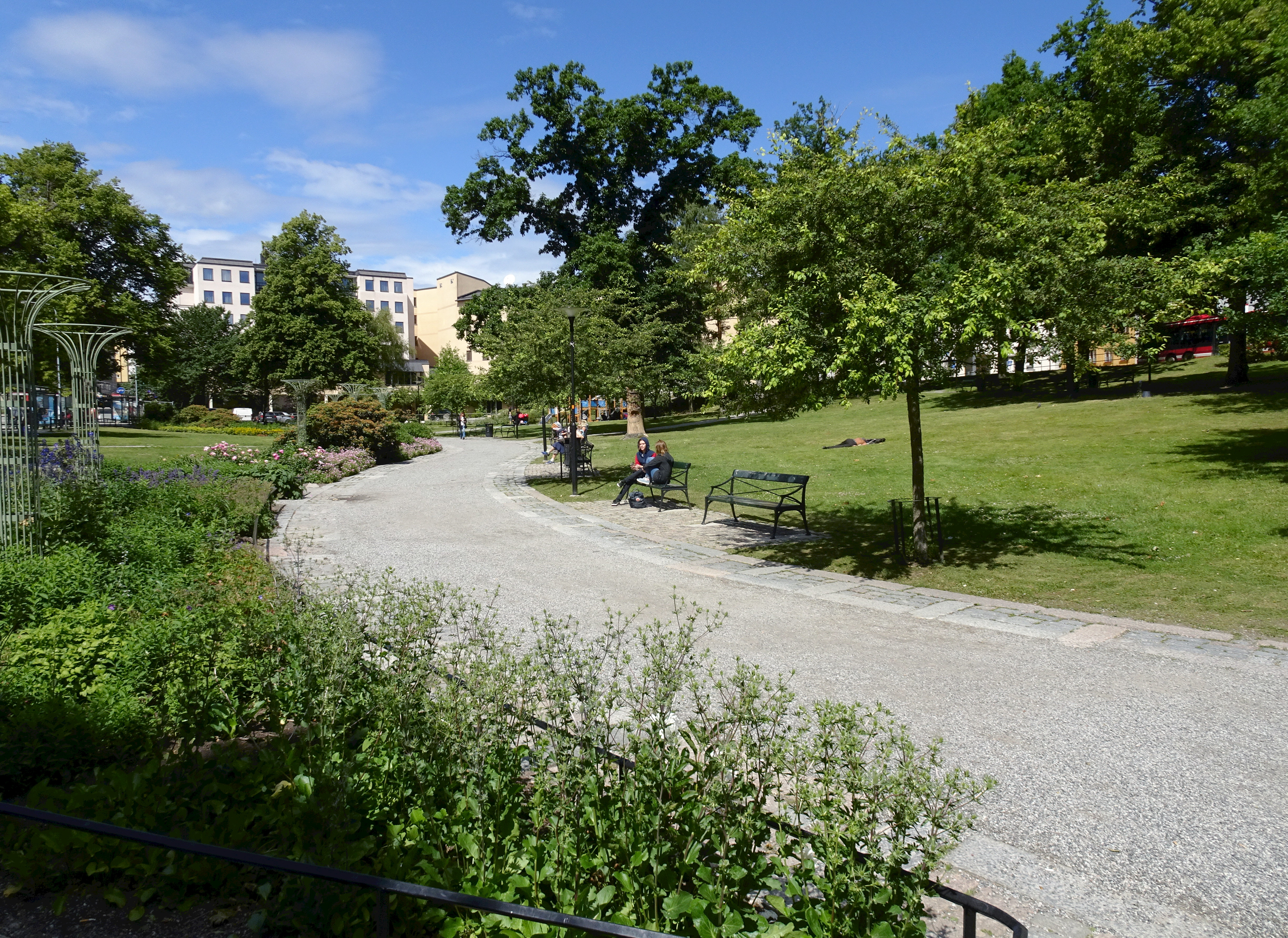
Den slingrande gången
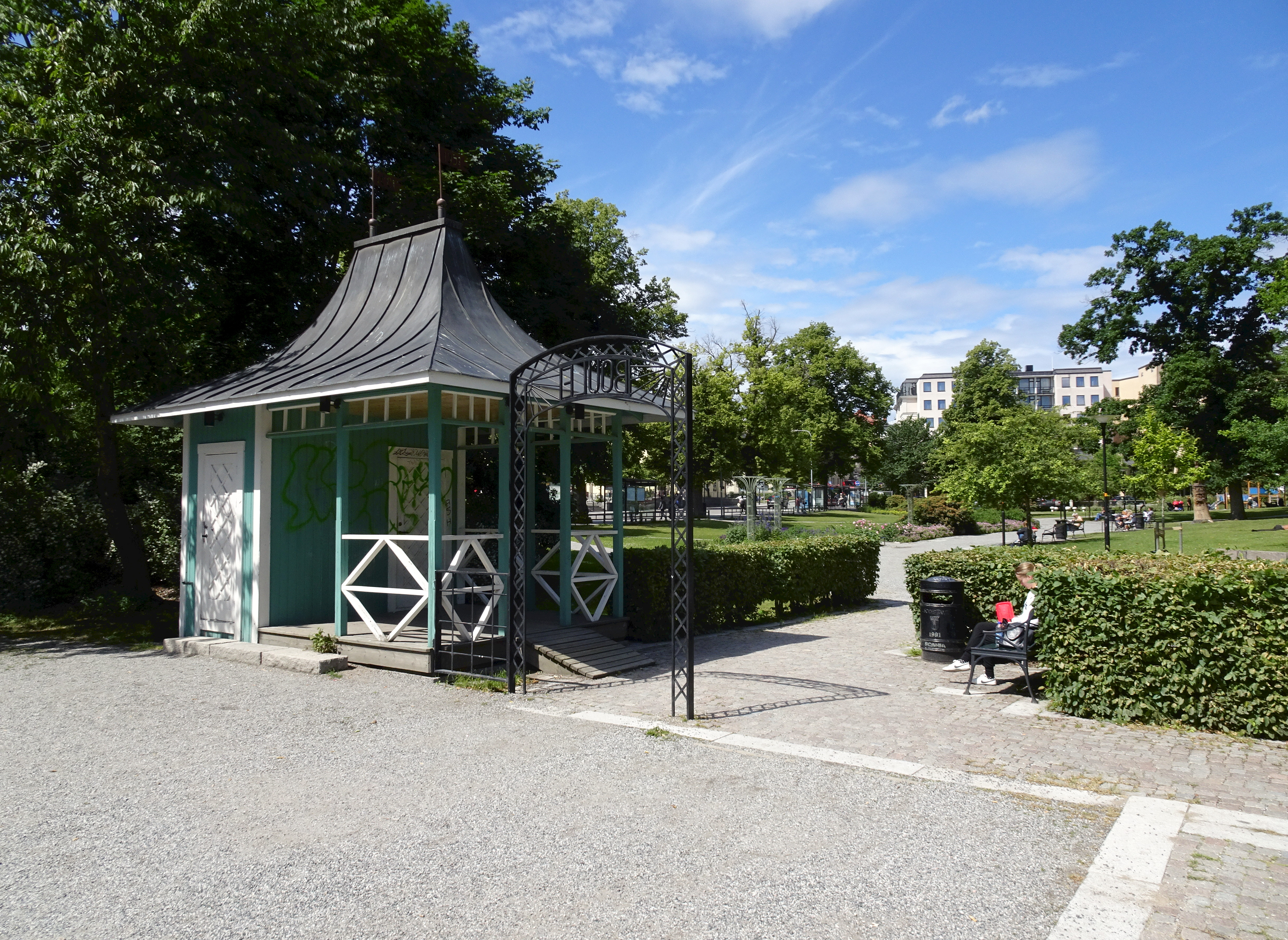
Boulebanan och paviljongen
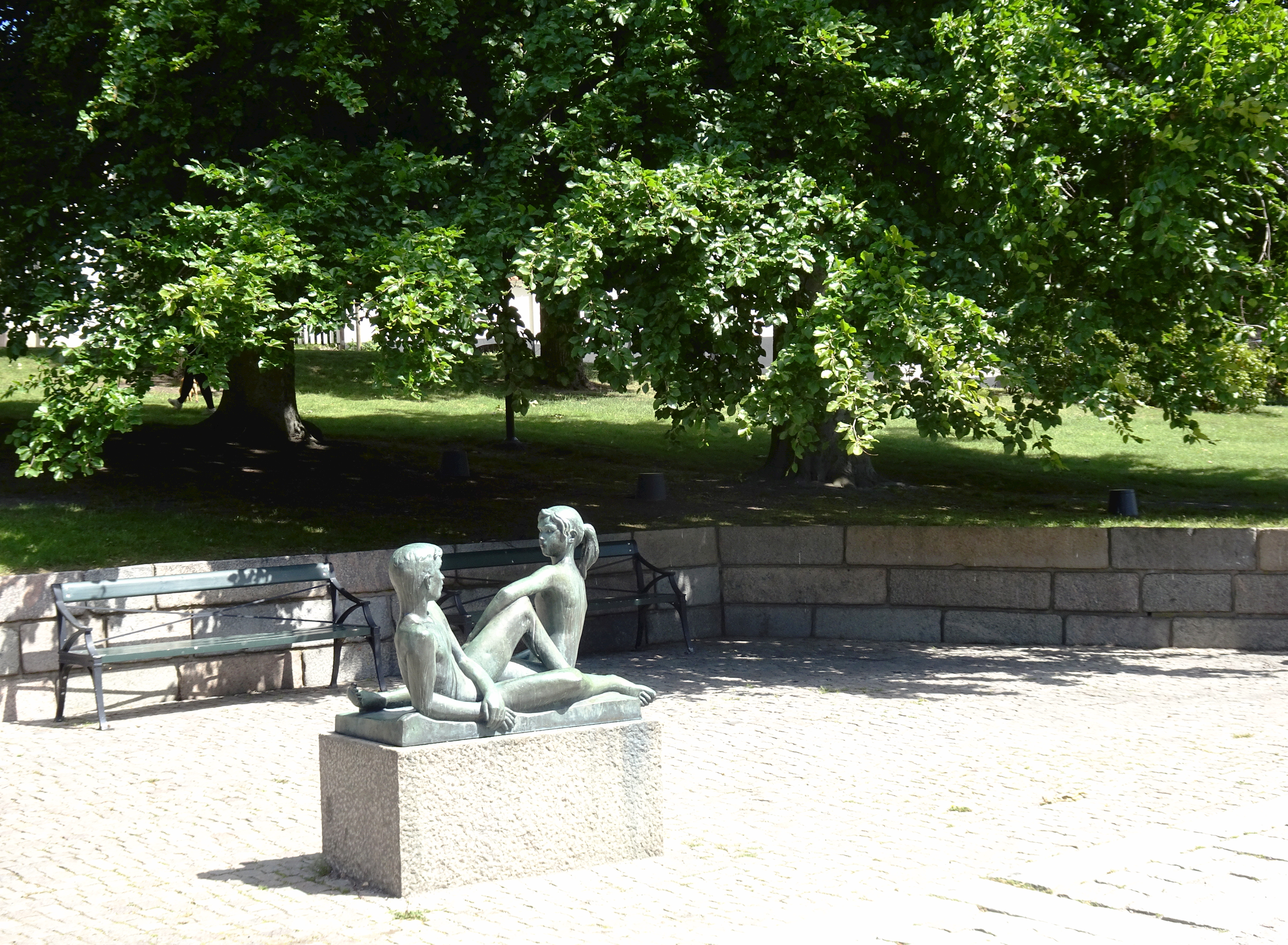
Skulpturen "Ungdom"
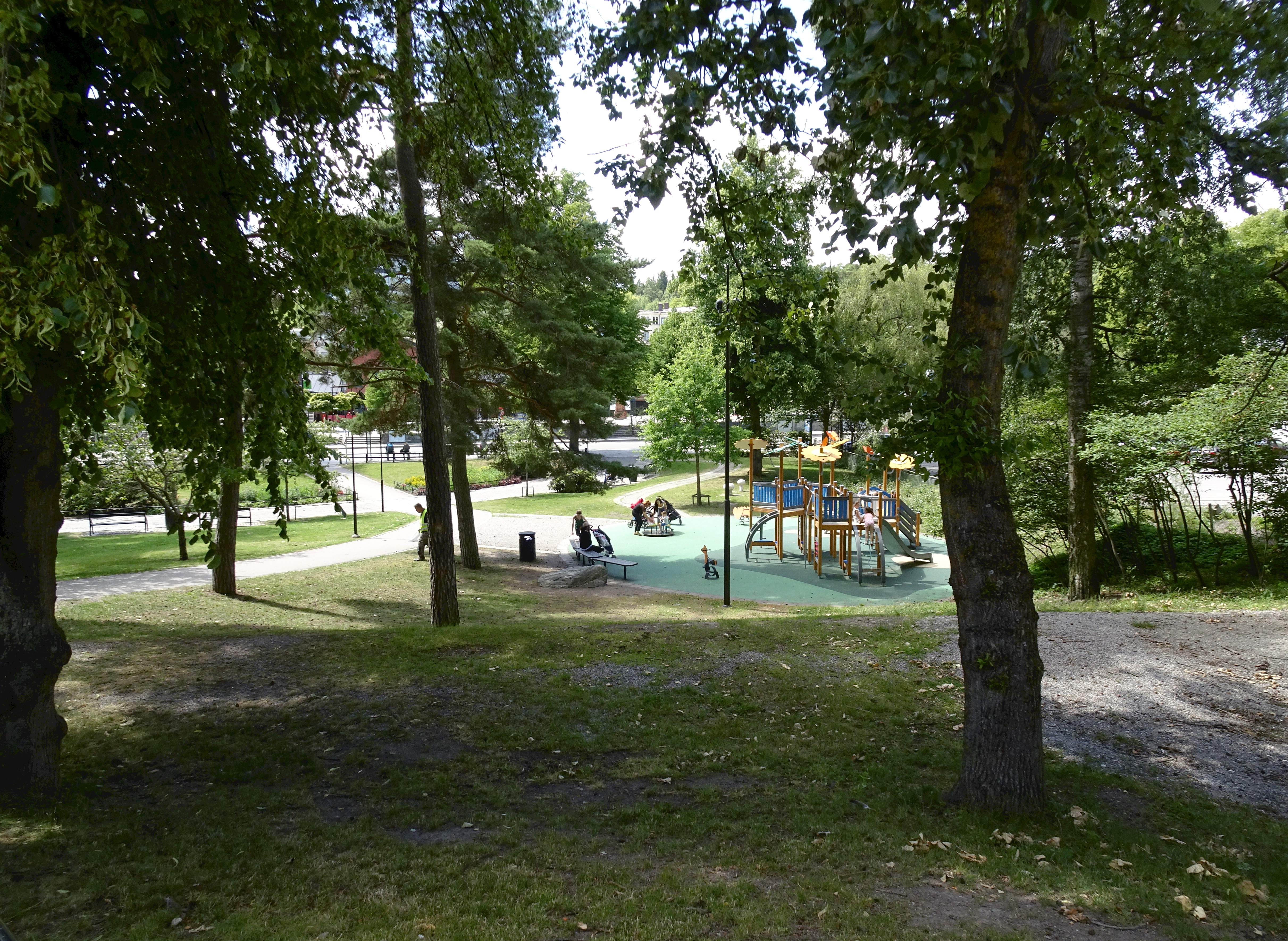
Lekplatsen